# Kim Coates
Kim Coates (ur. 21 lutego 1958 w Saskatoon) – kanadyjski aktor filmowy i telewizyjny. Występował w jednej z głównych ról w serialu Synowie Anarchii oraz w roli głównej w serialu Bad Blood.

## Życiorys
Urodził się 21 lutego 1958 w Saskatoon.
Występował w takich filmach jak: Ślepy strach (1989), Umrzeć przed świtem (1993), Klient (1994), Wodny świat (1995), Bitwa o Ziemię (2000), Podwójne życie (2000), Między ziemią a niebem (2002), Bezprawie (2003), Atak na posterunek (2005), Silent Hill (2006), Bohater z wyboru (2008), Resident Evil: Afterlife (2010) i Zabijaka (2011), pojawił się w rolach gościnnych w serialach RoboCop (1994), Nocny człowiek (1998–1999, 6 odcinków), Pamięć absolutna 2070 (1999), Skazany na śmierć (2006–2009, 6 odcinków) Akta Dresdena (2007) i Przekraczając granice (2013–2014, 4 odcinki).
W latach 2008–2014 występował w roli Aleksa „Tiga” Tragera w nagradzanym serialu Synowie Anarchii (92 odcinki). W 2017 był w głównej obsadzie miniserialu Bezbożnicy (jako Ed Logan, 5 odcinków), a w latach 2017–2018 – Ghost Wars (jako Billy McGrath, 13 odcinków). W tym samym czasie występował w głównej roli w serialu Bad Blood (jako Declan Gardiner, 14 odcinków).
Otrzymał 3 nagrody oraz 5 nominacji.